# Ken Lee
A bolgár „Megasztár”, a Music Idol 2008-as műsorában az előzetes meghallgatások során Valentina Hasan előadta a Mariah Carey által népszerűvé tett dalt, a Without You-t. Erre az előadásra szokás hivatkozni Ken Lee (Ken Lííí) néven. Habár a vetélkedő következő fordulójába nem jutott be, az előadásáról készült video hamar kikerült az internetre, ahol rövid időn belül népszerű lett mind Bulgáriában, mind külföldön. Hasan rendkívül gyenge angol tudása párosítva a fejletlen énektehetségével nagyon erőteljes humoros hatásban csúcsosodott ki, mely hetek alatt több milliós nézettséget hozott a YouTube videomegosztó oldalon a videónak.
Hasan előadása számos más embert ösztönzött, hogy megalkossák saját paródiájukat, remixeiket a Ken Lee alapján. Ilyenek többek között a house, disco és karaoke stílusú előadások.
Hasan elmagyarázta a bolgár médiának, hogy 15 évesen hallgatta a számot egy kazettás magnóról, és „énekelte ahogy érezte”. A szalagot meg-megállítva tanulta meg a szöveget.

## Dalszöveg
| Without You | Ken Lee |
| --- | --- |
| No I can't forget this evening Or your face as you were leaving But I guess that's just the way the story goes You always smile but in your eyes Your sorrow shows Yes it shows I can't live if living is without you I can't give I can't give anymore | Nó van ken tu ken to szívmen Nor jon kléz tozsú malíve Ven áj gez azsu zavate na nalecsó mó Nyu jonoz tunáj molináááj Jon szorra sóóó Jesz ííí sóóó Ken Lííí tulibu dibu dáucsú Ken Lííí Ken Lííí mezsu mó |

## Külső hivatkozások
- Ken Lee Valentina Hasan előadja a Ken Lee-t a Music Idolban. Videó a YouTube-on.
- Ken Lee Dance Version remix Valentina Hasan előadásából készült dance remix. Videó a YouTube-on.